# Ekaterina Alexandrova
Pour les articles homonymes, voir Alexandrova.
Ekaterina Yevgenyevna Alexandrova (en russe : Екатерина Евгеньевна Александрова), née le 15 novembre 1994 à Tcheliabinsk, est une joueuse de tennis russe, professionnelle depuis 2012.
À ce jour, elle a remporté cinq titres en simple et un titre en double dames sur le circuit WTA.

## Carrière professionnelle
Ekaterina Alexandrova remporte son premier tournoi en catégorie WTA 125 lors de l'Open de Limoges en novembre 2016.

### 2017: entrée dans le Top 100
Elle échoue à sortir des qualifications à Shenzen et Hobart mais dispute pour la première fois de sa vie l'Open d'Australie, réussissant à remporter un set contre sa compatriote Ekaterina Makarova (0-6, 6-4, 1-6). Elle échoue de nouveau en qualifications à Saint-Pétersbourg et Doha et s'incline dès le premier tour à Budapest contre la Croate Donna Vekić (3-6, 5-7). Après deux tournois ITF gagnés à Shenzhen et Croissy-Beaubourg, elle intègre pour la première fois de sa carrière le Top 100, à 22 ans. Elle perd d'entrée en avril à Charleston contre l'ancienne numéro une Jelena Janković (0-6, 4-6) et à Bogota contre l'Italienne Sara Errani, ancienne finaliste de Roland Garros (2-6, 4-6).
Ne s'extirpant pas des qualifications à Prague et Madrid, elle gagne son premier match sur le tableau principal sur ocre à Roland Garros, éliminant la Tchèque Kateřina Siniaková (6-4, 2-6, 6-2), 38e joueuse mondiale. Elle offre une belle résistance contre la numéro trois Karolína Plíšková, finaliste du dernier US Open et qui sera demi-finaliste du tournoi parisien quelques jours plus tard.
Elle subit la loi de la future vainqueur Espagnole Garbiñe Muguruza au premier tour de Wimbledon début juillet (2-6, 4-6), puis renverse un match contre une nouvelle Tchèque Barbora Krejčíková (4-6, 6-0, 6-2) à Bucarest, mais contre-performant au second tour contre la locale qualifiée Alexandra Dulgheru (4-6, 6-4, 2-6), ainsi qu'au premier tour de Bastad contre sa compatriote Elizaveta Kulichkova dans un duel serré (4-6, 6-4, 6-7).
Début août, elle sort des qualifications à Toronto pour la première fois en Premier et réussit son match contre une autre qualifiée, Sachia Vickery (6-1, 7-6) ce qui lui permet de remporter son premier match dans cette catégorie de tournoi. Elle ne gagne que trois jeux, battue logiquement par la Danoise Caroline Wozniacki, ancienne numéro une et finaliste du tournoi en fin de semaine (3-6, 0-6). Elle joue également pour la première fois de sa carrière le tableau final de l'US Open à la fin du mois et parvient à y remporter un match, bénéficiant d'un tirage favorable avec l'Allemande Anna Zaja, 236e joueuse mondiale et issue des qualifications (6-2, 6-3). Elle cède au tour suivant contre la Française Caroline Garcia, non sans voir remporté la première manche (6-4, 3-6, 0-6). Elle termine l'année avec plus de régularité et des seconds tours à Séoul et Tashkent ainsi qu'un premier quart en tournoi WTA à Limoges où elle est tête de série numéro deux.

### 2018: première finale à Linz
Son début d'année est médiocre. Elle parvient au deuxième tour de Shenzhen et remporte son premier match à l'Open d'Australie contre la Slovaque Polona Hercog (7-6, 6-4), mais perd en ne gagnant qu'un seul petit jeu contre l'Américaine Madison Keys (0-6, 1-6) qui parviendra jusqu'en quart de finale du tournoi. Comme l'année passée, elle ne sort pas des qualifications à Doha et Saint-Pétersbourg et sort du Top 100 à la mi-avril. Elle hérite d'un premier tour difficile en la personne de la numéro deux mondiale Caroline Wozniacki, vainqueur de son premier Majeur en carrière en début de saison (2-6, 2-6), puis gagne un premier match dans un tableau final d'un tournoi WTA pour la première fois depuis trois mois contre Richèl Hogenkamp à Prague (7-6, 6-1) avant de voir Kateřina Siniaková prendre sa revanche de l'an dernier (4-6, 6-3, 3-6).  
Elle obtient un bon tirage à Roland Garros en jouant la 136e mondiale Magdalena Fręch, mais n'en profite pas (3-6, 6-3, 3-6) et subit six autres défaites de suite à Bois-Le-Duc, Wimbledon contre l'ancienne numéro une Victoria Azarenka (6-7, 3-6), Bucarest contre l'ancienne numéro deux Vera Zvonareva (1-6, 2-6), Moscou, Montréal et l'US Open. Éjectée au delà de la 120e place mondiale, elle gagne un match sur le circuit WTA en septembre, une première depuis fin avril à Séoul contre la Suédoise Johanna Larsson (6-1, 6-2) et enchaîne avec sa plus belle victoire en carrière au second tour contre la tête de série numéro une et numéro dix mondiale Jeļena Ostapenko (6-3, 6-2), sa première victoire sur une Top 10 en carrière. Elle ne gagne cependant qu'un seul jeu en quarts de finale, déroutée par Hsieh Su-wei (0-6, 1-6). Après une nouvelle contre-performance à Tashkent contre la 194e mondiale Ivana Jorovic (3-6, 2-6), elle rebondit  au WTA 500 de Linz.   
Sortie des qualifications, elle prend sa revanche sur la spécialiste de double Kateřina Siniaková (7-5, 6-0) et s'impose une deuxième fois contre Johanna Larsson (3-6, 6-1, 6-1). Elle élimine sa compatriote Anastasia Pavlyuchenkova (6-3, 7-5) en quarts puis l'invitée Andrea Petkovic, elle aussi surprise du tournoi contre laquelle elle renverse totalement le cours du match (0-6, 6-4, 6-0). Elle échoue lors de sa première finale sur le circuit WTA face à Camila Giorgi (3-6, 1-6), puis remporte à nouveau le tournoi de Limoges en novembre 2018, finissant l'année en trombe et réintégrant le Top 100.  

### 2019: titre en double à Budapest et entrée dans le Top 50
Alexandrova commence son année 2019 par une défaite contre la future lauréate du tournoi de Shenzhen, Aryna Sabalenka (3-6, 3-6). La semaine suivante à Sydney, elle parvient à sortir des qualifications en bénéficiant de l'abandon de Johanna Konta mais s'incline dès le premier tour contre la tête de série numéro quatre Sloane Stephens au terme d'un match disputé (6-0, 6-73, 63-7) au cours duquel elle a servi pour le match. À l'Open d'Australie, elle s'incline dès son premier match contre l'Ukrainienne Lesia Tsurenko.
À Saint-Pétersbourg, elle passe les qualifications et bat sur son chemin Katie Boulter puis Tereza Martincová avant de retrouver en quart de finale Aryna Sabalenka contre qui elle s'incline encore une fois en deux sets (3-6, 4-6). Poursuivant sur sa belle dynamique sur dur indoor, elle atteint les demi-finales du tournoi de Budapest où elle enregistre une défaite frustrante contre Alison Van Uytvanck (6-3, 4-6, 6-77), non sans avoir mené 5-2 dans le dernier set et s'être procuré cinq balles de match. Elle remporte néanmoins le titre en double lors de ce tournoi de Budapest.
À Indian Wells, elle bat à la suite Rebecca Peterson (7-5, 3-6, 6-2) puis l'ancienne numéro un mondiale Caroline Wozniacki en trois sets (7-5, 2-6, 7-5) mais perd contre Belinda Bencic (4-6, 2-6). S'ensuit une série de six défaites consécutives contre Dayana Yastremska, Svetlana Kuznetsova, Anna-Lena Friedsam, Jil Teichmann, Kateryna Kozlova et Mona Barthel. Elle parvient à remporter de nouveau un match à l'occasion du tournoi de Nuremberg et d'un match contre Jana Čepelová malgré une défaite sèche au tour suivant contre sa compatriote Veronika Kudermetova (0-6, 4-6). Néanmoins à Roland-Garros, elle parvient à atteindre le troisième tour à la faveur de victoires contre Mihaela Buzărnescu (6-4, 6-4) et Samantha Stosur (3-6, 6-1, 6-4) mais son parcours s'arrête face à la qualifiée Aliona Bolsova (2-6, 5-7).
Elle commence ensuite sa saison sur gazon en parvenant jusqu'en quart de finale à Bois-le-Duc où elle ne s'incline que contre la future championne Alison Riske. Si elle perd dès le premier tour du tournoi de Birmingham contre Petra Martić, elle réalise en revanche une excellente semaine à Eastbourne où elle bat successivement Ajla Tomljanović, Belinda Bencic et Jeļena Ostapenko avant d'être corrigée par Karolína Plíšková qui remportera le tournoi quelques jours plus tard. À Wimbledon, elle se fait surprendre en s'inclinant directement contre Kateřina Siniaková (6-2, 1-6, 1-6) non sans avoir mené d'un set et d'un break. 
Sur le dur nord-américain elle commence par une défaite serrée contre Serena Williams (5-7, 4-6) au troisième tour de la Coupe Rogers après quatre matches dont deux en qualifications. Puis, à Cincinnati au second tour elle s'incline de peu face à Simona Halep contre qui elle menait d'un set et d'un break avant de se faire remonter et perdre à l'issue d'un match de deux heures dans lequel elle a marqué plus de points que son adversaire (6-3, 5-7, 4-6). À l'US Open, elle s'incline dès le second tour après un match étriqué et haché face à la Chinoise Zhang Shuai (6-75, 6-4, 6-3).
Quelques jours plus tard à Séoul elle atteint de nouveau les demi-finales mais perd en deux sets accrochés face à Magda Linette (6-75, 6-77). Puis à Wuhan, elle enregistre dès le premier tour une nouvelle défaite contre Veronika Kudermetova. Enfin à Pékin, elle dispose successivement en trois puis deux sets de Bernarda Pera (5-7, 6-2, 6-4) et de Simona Halep (6-2, 6-3), affaiblie de douleurs au dos. 
De retour en indoor, Alexandrova réédite une nouvelle demi-finale à Linz après des victoires contre Kristýna Plíšková (3-6, 6-0, 6-1), Laura Siegemund (7-61, 2-6, 6-4) et Kristina Mladenovic (6-2, 6-4). Elle s'incline une fois de plus après avoir mené d'un set et d'un break contre Jeļena Ostapenko (6-1, 6-75, 5-7), se procurant même des balles de match au second set. Elle termine sa saison par une défaite à Moscou contre Karolína Muchová et un troisième titre à Limoges, en battant sévèrement en finale la Biélorusse Aliaksandra Sasnovich (6-1, 6-3).

### 2020-2021: premier titre à Shenzen, finale à Moscou et maintien dans le Top 50
Elle atteint en janvier 2020 la finale du tournoi de Shenzhen après avoir successivement battu Kateřina Siniaková (6-4, 6-4), Peng Shuai (7-67, 6-1), Wang Qiang (3-6, 6-4, 6-3) puis l'ancienne numéro une Garbiñe Muguruza (6-4, 6-3). En finale, elle s'impose face à la Kazakhe Elena Rybakina (6-2, 6-4), son premier titre sur le circuit WTA. À l'Open d'Australie, elle se défait en trois sets de la Suissesse Jil Teichmann (6-4, 4-6, 6-2) puis de la Tchèque Barbora Krejčíková (6-1, 6-3) avant de s'incliner sèchement face à l'ancienne numéro deux Petra Kvitová (6-1, 6-2) pour son premier troisième tour à l'Open d'Australie. 
À Saint-Pétersbourg, elle dispose en trois sets de sa compatriote Daria Kasatkina (6-4, 3-6, 6-4), Donna Vekić (6-1, 7-5) puis bénéficie du forfait de Petra Kvitová pour avancer jusqu'en demi-finale ou elle s'incline contre Kiki Bertens en trois sets (1-6, 6-4, 1-6). Les mois suivants avec la transition sur ocre sont plus compliqués dans cette année marquée par la pandémie de Covid-19. Elle subit la loi de la jeune Américaine Amanda Anisimova à Doha (3-6, 6-7), renverse un match à Palerme contre la Française Kristina Mladenovic (5-7, 6-0, 6-1) mais perd contre une deuxième Française Fiona Ferro au tour suivant (5-7, 2-6). Après une défaite à Prague contre la qualifiée Lesia Tsurenko (2-6, 4-6), 139e mondiale, elle s'impose en deux sets serrés contre la Kazakh Elena Rybakina à Cincinnati (7-5, 7-6) avant de déjouer contre la locale Christina McHale (1-6, 6-7). Elle s'impose au premier tour d' l'US Open contre Kim Clijsters qui effectue un retour éphémère sur le circuit et dispute alors son dernier Grand Chelem en carrière (3-6, 7-5, 6-1) puis est battue par une nouvelle Américaine, Catherine McNally (6-4, 3-6, 6-7). 
A Rome, Elena Rybakina obtient sa revanche (0-6, 4-6) au premier tour et la Russe est défaite par la Tchèque Kateřina Siniaková (2-6, 4-6) au deuxième tour de Strasbourg. Elle parvient cependant à atteindre comme l'année passée le troisième tour à Roland Garros après deux victoires sur les Australiennes Maddison Inglis (6-3, 6-3) et Astra Sharma sur le même score. Elle perd contre la tête de série numéro trois du tournoi Elina Svitolina (4-6, 5-7). Elle termine l'année par une défaite d'entrée à Ostrava contre Anett Kontaveit (6-4, 2-6, 6-7) et par un nouveau beau parcours à Linz où elle s'impose contre Kateřina Siniaková (6-3, 6-4), la Russe Varvara Gracheva (7-5, 6-1), l'Argentine Nadia Podoroska (6-2, 6-1) mais s'incline en demi-finale face à Elise Mertens (6-2, 1-6, 5-7). 
Son début de saison 2021 est efficace, obtenant des victoires sur Zarina Diyas (6-4, 6-4) et Heather Watson (7-5, 6-7, 6-3) à Abou Dhabi, perdant logiquement en huitièmes de finale après une lutte serrée face à la numéro cinq Elina Svitolina (2-6, 7-6, 6-7). Elle enchaîne avec le tournoi de Melbourne où après avoir renversé Anna Karolína Schmiedlová (4-6, 6-4, 6-2), elle s'impose contre Iga Świątek (6-4, 6-2), victorieuse de son premier Roland Garros l'année passée puis s'offre la numéro deux mondiale Simona Halep en ne lui laissant que trois jeux (6-2, 6-1) en quarts de finale. Dans une demi-finale surprise, elle se laisse surprendre par l'Estonienne Kaia Kanepi (3-6, 6-7). Elle gagne deux nouveaux matchs à l'Open d'Australie contre Martina Trevisan (6-3, 6-4), et Barbora Krejčíková (6-3, 7-6) avant de tomber contre la numéro une mondiale et soutenue par le public Ashleigh Barty (2-6, 4-6).
Après deux défaites au premier tour à Lyon (contre la 139e mondiale Clara Tauson, future vainqueur surprise du tournoi) et Dubaï (contre la très jeune Coco Gauff) et un deuxième tour dans son pays natal à Saint-Pétersbourg (perdue contre la 126e), elle s'envole pour disputer le tournoi de Miami fin mars. Elle y remporte son premier match là-bas contre Nadia Podoroska (6-0, 6-4) mais subit une nouvelle défaite contre Elina Svitolina (6-7, 4-6), sa troisième en trois confrontations contre l'Ukrainienne. Elle repart en Europe pour commencer la tournée sur terre et renverse la Tchèque Karolína Muchová, demi-finaliste à l'Open d'Australie en début de saison (4-6, 6-2, 6-3) à Stuttgart avant de battre la Suissesse Belinda Bencic (6-1, 7-5). Elle est battue par la revancharde Simona Halep (1-6, 4-6) en quarts de finale. Ayant perdu son premier tour à Madrid contre l'ancienne numéro une Victoria Azarenka (5-7, 6-3, 1-6), elle remporte son premier match en capitale italienne à Rome contre la jeune qualifiée Marta Kostyuk (6-3, 6-1) avant de profiter du forfait de Jennifer Brady, finaliste en début d'année à l'Open d'Australie et voit une deuxième Américaine, Jessica Pegula lui barrer la route (2-6, 4-6) au troisième tour. Elle engrange deux nouvelles victoires à Strasbourg contre Lauren Davis (6-1, 7-5) et la locale Clara Burel (6-3, 6-4) puis est défaite par Barbora Krejčíková (6-7, 1-6).
Elle remporte un match à Roland Garros contre la vétéran Venus Williams (6-3, 6-1) mais bute une troisième fois sur la Tchèque Barbora Krejčíková (2-6, 3-6), vainqueur cette année là du tournoi parisien à la surprise générale. Cette défaite ne casse malgré tout pas sa bonne dynamique et elle passe la Russe Anna Kalinskaya invitée au tournoi de Berlin (6-3, 6-2) avant de battre la numéro six Elina Svitolina en capitale allemande (6-4, 7-5), sa première victoire sur gazon sur une joueuse du Top 10. Elle s'arrête au tour suivant après un duel très serré contre la Suissesse Belinda Bencic en quarts de finale (4-6, 6-4, 6-7). Elle remporte pour la première fois depuis sa première participation il y a cinq ans un match à Wimbledon, contre l'Allemande Laura Siegemund (6-1, 6-3) avant de tomber face à la Colombienne Camila Osorio (5-7, 2-6) qui dispute pour la première fois le tournoi après être sortie des qualifications. 
Les mois suivants sont plus difficiles et la Russe ne parvient pas à enchaîner deux victoires consécutives durant trois mois et demi. Elle participe tout de même aux Jeux Olympiques de Tokyo pour la première fois de sa carrière et y renverse la Belge Elise Mertens (4-6, 6-4, 6-4) avant de ne marquer que quatre jeux contre Nadia Podoroska (1-6, 3-6). Elle s'incline d'entrée à Cincinnati et Cleveland, passe un tour contre l'ancienne championne Sara Errani (6-3, 6-2) mais contre performe au tour suivant contre la repêchée Kamilla Rakhimova qui joue pour la première fois le tournoi new-yorkais.
Alors qu'elle s'est incliné au deuxième tour à Luxembourg et ai abandonné fin septembre à Ostrava, elle retourne dans son pays pour y jouer le tournoi de Moscou. La chance lui sourit d'abord au premier tour lorsqu'elle profite de l'abandon d'Ons Jabeur, huitième joueuse mondiale (6-1, 1-0 ab.) avant de battre l'Ukrainienne Anhelina Kalinina (6-4, 6-1). Jouant la deuxième joueuse mondiale Aryna Sabalenka, demi-finaliste des deux derniers Grand Chelem de la saison, elle sort vainqueur en deux manches (6-3, 6-4) et obtient ainsi une des plus belles victoires de sa carrière. La chance lui sourit de nouveau en demi-finale quand après cinq jeux, la Grecque María Sákkari, 7e au classement WTA abandonne aussi (4-1 ab.). Elle joue alors sa première finale en WTA 500, sa troisième en carrière et la seule de sa saison. Elle retrouve l'Estonienne Anett Kontaveit, qui est dans la forme de sa vie et qui vient de gagner le tournoi d'Ostrava et malgré une belle bataille, la Russe doit céder en trois manches (6-4, 4-6, 5-7) en finale. Elle boucle l'année sur une contre-performance à Linz où elle cède au premier match contre la qualifiée Lesia Tsurenko, 132e mondiale (4-6, 6-7).

### 2022: 2eet 3etitres à Bois-le-Duc et Séoul et demi-finale à Madrid
Elle commence l'année par une défaite contre la Canadienne Leylah Fernandez, finaliste surprise de l'US Open la saison passée (3-6, 4-6) et les résultats ne s'enchaînent pas par la suite. Elle bat logiquement la 589e et spécialiste de double Ena Shibahara (6-4, 6-4) à Sydney mais perd au tour suivant contre l'Espagnole Garbiñe Muguruza, numéro trois mondiale (1-6, 6-7). Après une nouvelle défaite d'entrée à l'Open d'Australie face à l'Américaine Bernarda Pera, 105e (5-7, 3-6), elle atteint le troisième tour de Saint-Pétersbourg (défaite contre María Sákkari), Indian Wells (contre la Roumaine Simona Halep) et à Miami (face à l'ancienne numéro une Victoria Azarenka). Elle sort à l'issue de cette période en dehors du Top 50.
Elle rebondit néanmoins à Charleston qui ouvre la saison sur terre battue et s'impose d'abord facilement contre la qualifiée Américaine Allie Kiick (6-1, 6-1) avant de profiter en fin de match de l'abandon de la jeune Chinoise Zheng Qinwen (2-6, 7-5, 5-2 ab.). Elle remporte en huitièmes de finale sa première victoire sur une Top 10 sur ocre contre Karolína Plíšková, septième au classement WTA (6-3, 6-1) avant d'écraser la Polonaise Magda Linette (6-0, 6-2). Elle s'incline en demi-finale face à la Suissesse Belinda Bencic (4-6, 3-6) mais retourne dans le Top 50 après ce beau parcours. Elle remporte un premier tour à Stuttgart contre Zhang Shuai en deux tie-breaks puis s'incline de nouveau, renversée par Anett Kontaveit, désormais sixième mondiale (6-2, 3-6, 6-7) et finaliste du Masters de fin d'année dernière.
Obligée de passer par les qualifications à Madrid, elle s'y extirpe et sort dès le premier tour la Lettone Jeļena Ostapenko (6-2, 4-6, 6-4), la locale Nuria Párrizas Díaz (6-4, 7-5) ainsi que la surprise qualifiée Marie Bouzková (6-7,, 6-0, 7-5) pour jouer pour la première fois les quarts de finale d'un WTA 1000. Profitant d'un tirage favorable, elle remporte sa rencontre contre la jeune Amanda Anisimova (6-4, 6-3) et perd aux portes de la finale contre la Tunisienne Ons Jabeur, dixième au classement (2-6, 3-6) et qui jouera deux finales en Majeur cette année-là. Elle ne confirme pas son beau parcours à Rome où elle expédie Sloane Stephens (6-1, 6-2) mais perd contre la Grecque María Sákkari au deuxième tour (3-6, 2-6). A Roland Garros, elle éprouve des difficultés pour éliminer Greet Minnen (7-5, 6-3) et sort dès le tour suivant contre la Roumaine Irina-Camelia Begu (7-6, 3-6, 4-6).
Durant le mois de juin, elle dispute et remporte le tournoi de Bois-le-Duc en sortant les Ukrainiennes Dayana Yastremska (2-6, 7-6, 6-2) et Anhelina Kalinina (6-4, 6-2), écrasant l'Américaine 229e mondiale Catherine McNally (6-0, 6-1) et écartant facilement sa compatriote Veronika Kudermetova (récente quart de finaliste à Roland-Garros, 6-3, 6-1) puis la numéro 6 mondiale Aryna Sabalenka, demi-finaliste à Wimbledon l'année passée (7-5, 6-0) en finale, sa première victoire sur une Top 10 à ce stade. Elle remporte ainsi son deuxième titre en carrière. 
Elle alterne sur ses cinq tournois suivants un match gagné et un match perdu, d'abord à Berlin (renversée par Daria Kasatkina), puis à Cincinnati (où elle sort d'entrée Leylah Fernandez), Cleveland, l'US Open (où elle enchaîne pour la quatrième année de suite un deuxième tour, perdue cette année contre la locale Lauren Davis, 105e mondiale) et Portoroz. En tant que joueuse Russe, elle est privée de participation à Wimbledon. Elle retrouve la confiance au WTA 500 de Séoul où, tête de série numéro deux, elle profite d'un tableau très ouvert, éliminant en trois manches la 142e et spécialiste de double Asia Muhammad (6-1, 3-6, 6-1), l'invitée locale Na Lae Han, 212e (6-1, 6-3) et la qualifiée surprise Lulu Sun (7-5, 7-6), 340e joueuse mondiale en quarts de finale. Elle sort en deux manches l'Allemande Tatjana Maria (6-2, 6-4) qui sera récompensée par le titre de comeback de l'année à l'issue de la saison. Cette victoire lui permet ainsi de disputer sa deuxième finale de l'année qu'elle remporte contre la Lettone Jeļena Ostapenko qui s'effondre (7-6, 6-0). Il s'agit ainsi de son troisième titre remporté en carrière. Elle enchaîne avec le tournoi d'Ostrava au cours duquel elle bat Victoria Azarenka (6-4, 4-6, 6-2), prend sa revanche sur Daria Kasatkina, onzième joueuse mondiale (6-1, 7-6) et sort l'invitée surprise Tchèque Tereza Martincová (6-1, 4-6, 6-1) en quarts de finale. Elle offre une belle lutte en demi-finale contre la numéro une Iga Świątek, victorieuse de l'US Open, mais s'incline (6-7, 6-2, 4-6). Malgré cette défaite, son beau parcours la fait intégrer le Top 20 pour la première fois de sa carrière. Elle boucle sa saison à la 19e place mondiale après une défaite au premier tour de Guadalajara contre Camila Osorio (4-6, 6-7).

### 2023:4etitre à Bois-le-Duc, premier huitième de finale en Grand Chelem et quart de finale à Miami
Elle commence la saison par une défaite renversante contre Markéta Vondroušová, sur le retour et 92e mondiale (6-4, 3-6, 2-6) à Adelaïde. Il s'ensuit un deuxième tour à Adelaïde 2 au cours duquel elle déclare forfait contre Veronika Kudermetova, neuvième au classement WTA, puis un troisième tour à l'Open d'Australie où elle s'incline contre la future demi-finaliste Magda Linette au troisième tour (3-6, 4-6) après des victoires sur l'invitée Taylor Townsend (1-6, 6-2, 6-3) et Ysaline Bonaventure (6-2, 6-1). Elle enchaîne plusieurs semaines difficiles avec des éliminations d'entrée à Linz contre Rebecca Masarova, 99e (6-4, 1-6, 6-7) et Indian Wells et un second tour perdu contre la Grecque María Sákkari (3-6, 2-6), tête de série numéro cinq.
Fin mars, elle s'impose à Miami contre Taylor Townsend (6-3, 5-7, 6-4), la Suissesse Belinda Bencic (7-6, 6-3), neuvième joueuse mondiale et la Canadienne Bianca Andreescu (7-6, 0-2 ab.) pour arriver en quarts de finale d'un WTA 1000 sur dur pour la première fois. Elle est défaite par la Tchèque Petra Kvitová (4-6, 6-3, 3-6). Elle rallie les quarts de finale à Charleston début avril après avoir battu Yulia Putintseva (6-1, 6-3) et Julia Grabher (6-4, 6-2) mais est défaite par la revancharde Belinda Bencic (3-6, 3-6). Après une nouvelle défaite d'entrée à Stuttgart en deux tie-breaks contre la Croate Donna Vekić, elle défend sa demi-finale de l'an passé à Madrid. Affichant un bon niveau de jeu, elle se débarrasse de la Française Alizé Cornet (7-6, 6-3) et de la jeune Zheng Qinwen (5-7, 6-4,6 -2) avant d'offrir une belle résistance contre la numéro une Iga Świątek, déjà vainqueur de deux Roland Garros et qui gagnera de nouveau quelques semaines plus tard Porte d'Auteuil (4-6, 7-6, 3-6). Cette défaite la fait néanmoins sortir du Top 20.
Elle sort lors du tournoi de Roland Garros la Bulgare Viktoriya Tomova (6-1, 2-6, 6-1) et l'Allemande Anna-Lena Friedsam (6-2, 6-0) mais ne parvient pas à améliorer sa meilleure performance au Grand Chelem parisien en s'inclinant au troisième tour contre la future demi-finaliste Brésilienne Beatriz Haddad Maia (7-5, 4-6, 5-7).
Elle garde son titre à Bois-le-Duc en battant successivement Kimberly Birrell (6-4, 7-6), la qualifiée Emina Bektas (6-4, 6-4), la Biélorusse Aliaksandra Sasnovich (6-1, 7-6) et sa compatriote tête de série numéro une Veronika Kudermetova (4-6, 6-4, 7-6). Elle enchaîne un nouveau bon résultat la semaine suivante en éliminant à Berlin sa compatriote Liudmila Samsonova (6-4, 6-3), la septième mondiale Coco Gauff (6-4, 6-0) et en profitant du forfait de Veronika Kudermetova en quarts de finale. Elle s'incline en demi contre une ancienne vainqueur de Wimbledon, la Tchèque Petra Kvitová (3-6, 4-6).
Confirmant ses facultés sur gazon et profitant d'un tableau favorable, elle écarte deux Américaines à Wimbledon, Emma Navarro (6-4, 6-3) et Madison Brengle au terme d'un match extrêmement serré (6-7, 7-6, 7-6), puis dispose de la Hongroise Dalma Gálfi (6-0, 6-4) pour jouer le premier huitième de finale de sa vie en Grand Chelem. Elle affronte la deuxième joueuse mondiale et gagnante de l'Open d'Australie en début d'année Aryna Sabalenka, qui la domine nettement (4-6, 0-6). Fin août, après une défaite très sèche à Cincinnati contre la Roumaine Sorana Cîrstea (2-6, 0-6), elle dispute sa deuxième finale de la saison à Cleveland grâce à des victoires sur la Roumaine Patricia Maria Țig (6-1, 6-4), la qualifiée Aliaksandra Sasnovich (7-6, 6-3) et sur les Chinoises Wang Xinyu (5-7, 6-0, 7-5) et Zhu Lin (7-5, 6-2). Elle s'incline en finale malgré le gain du premier set contre Sara Sorribes Tormo (6-3, 4-6, 4-6) juste avant l'US Open. Elle signe alors sa meilleure performance à new York en éliminant l'ancienne finaliste Leylah Fernandez dès le premier tour après une lutte acharnée (7-6, 5-7, 6-4) et l'Ukrainienne Lesia Tsurenko (6-1, 6-3). Elle concède lors du troisième tour une défaite où elle ne marque que trois jeux contre la dernière gagnante de Wimbledon, la Tchèque Markéta Vondroušová (2-6, 1-6).
Elle perd un gros match au premier tour de San Diego mi-septembre contre la Lettone Jeļena Ostapenko, quart de finaliste à l'US Open (6-7, 7-6, 5-7) puis élimine Magda Linette en deux tie-breaks à Guadalajara avant de ne gagner que trois jeux (1-6, 2-6) contre l'Américaine Caroline Dolehide, 111e mondiale (1-6, 2-6) et future finaliste surprise du tournoi. Elle termine sa saison par la tournée asiatique avec des confrontations contre ses compatriotes Anna Kalinskaya (6-7, 6-1, 7-5), Liudmila Samsonova (6-4, 6-2) et Anastasia Pavlyuchenkova (2-6, 5-7) à Tokyo ainsi qu'à Pékin où elle perd d'entrée contre la jeune Coco Gauff (5-7, 4-6), vainqueur de son premier titre du Grand Chelem à l'US Open il y a quelques semaines, et enfin à Séoul où elle défend son titre. Elle gagne son premier match contre la Japonaise Mai Hontama (6-3, 6-1) mais est défaite par Yanina Wickmayer (3-6, 6-7) dès le deuxième tour.

### 2024: deuxième demi-finale en WTA 1000 à Miami, quart à Wuhan et finale à Linz
Début janvier, elle participe au tournoi d'Adelaïde et y renverse d'abord la Polonaise Magda Linette (3-6, 7-6, 7-5), demi-finaliste du dernier Open d'Australie la saison passée, sa compatriote Veronika Kudermetova (6-4, 6-4) et emporte sa première victoire de la saison contre une Top 10, face à Elena Rybakina, numéro trois mondiale (6-3, 6-3). Elle s'incline en demi contre la Lettone Jeļena Ostapenko (2-6, 6-7).
Pour le 1er Grand Chelem de l'année, elle est éliminée dès le 1er tour par l'Allemande Laura Siegemund. Elle rallie début février la finale du tournoi de Linz pour la seconde fois de sa carrière en éliminant sur son passage la qualifiée Allemande Jule Niemeier (6-3, 6-0), sa compatriote Anastasia Potapova (6-2, 7-6) et la Croate Donna Vekić au cours d'un match très serré qu'elle renverse (5-7, 7-6, 7-6). Elle retrouve alors Jeļena Ostapenko en finale qui comme à Adelaïde lui barre la route (2-6, 3-6).
Comme lors de ses deux dernières participations, elle est battue dès le second tour à Indian Wells début mars par la Kazakh Yulia Putintseva (5-7, 1-6). Elle rebondit à Miami où elle réussit un beau tournoi en éliminant la Croate Donna Vekić (6-3, 6-4), sa compatriote Anastasia Pavlyuchenkova (6-4, 3-6, 6-3) et surtout la numéro une mondiale Iga Świątek, vainqueur d'Indian Wells quelques jours plus tôt (6-4, 6-2), sa plus belle victoire en carrière. Elle enchaîne pour la première fois de sa vie une deuxième victoire sur une Top 10 dans le même tournoi contre la locale Jessica Pegula (3-6, 6-4, 6-4), se donnant ainsi le droit de jouer sa deuxième demi-finale en WTA 1000. Contre une autre Américaine, Danielle Collins qui a annoncé sa retraite en fin de saison, elle s'incline (3-6, 2-6) et laisse son adversaire jouer sa première finale en WTA 1000.
Sa saison sur terre est catastrophique, ne remportant pas un seul match sur ocre, elle s'incline contre une autre Américaine, Taylor Townsend, alors qu'elle dispute le premier tour du tournoi de Charleston, sur ocre (5-7, 2-6), puis est renversée d'entrée à Stuttgart par la neuvième joueuse mondiale Ons Jabeur (6-2, 3-6, 6-7) Elle subit une quatrième défaite consécutive à Madrid contre l'Américaine Ashlyn Krueger (3-6, 3-6) qui gagne ainsi son premier match en carrière en WTA 1000, une cinquième à Rome face à la Biélorusse Aliaksandra Sasnovich en ne remportant que deux petits jeux (0-6, 1-6) et une sixième à Roland Garros contre la Bulgare Viktoriya Tomova (3-6, 6-7), sa première défaite d'entrée Porte d'Auteuil depuis six ans. Elle accède aux demi-finale de Monterrey juste avant l'US Open après deux victoires sur la Mexicaine Renata Zarazúa (6-3, 6-4) et la Chinoise Yuan Yue (7-5, 7-6) mais est sortie à ce stade par Lulu Sun (5-7, 6-3, 6-7), quart de finaliste surprise à Wimbledon.
Elle remporte en automne son premier match à Wuhan contre l'ancienne numéro quatre Sofia Kenin (6-1, 4-6, 6-4) puis se défait de sa compatriote Anna Kalinskaya, tête de série numéro dix (6-4, 6-7, 6-1). Elle bénéficie d'un tableau ouvert et écrase la qualifiée Hailey Baptiste (6-1, 6-1) pour jouer son quatrième quart de finale en WTA 1000 en carrière contre la locale Wang Xinyu, novice à ce niveau. Poussée par le public, la Chinoise renverse la situation (4-6, 7-5, 7-6) en sauvant deux balles de match, éliminant la joueuse Russe.

### 2025. Premier WTA 500 à Linz , demi-finale à Doha, 1/8eà Roland Garros et Wimbledon
Elle remporte début février son premier WTA 500 en carrière à Linz. Tête de série numéro quatre, elle écarte les deux qualifiées Aliaksandra Sasnovich (6-3, 6-2) et la Croate Petra Martić de manière renversante (3-6, 6-2, 6-2). Opposée à la récente demi-finaliste de l'US Open Karolína Muchová, elle l'écarte avec autorité (6-0, 6-4) pour rejoindre pour la troisième fois de sa carrière la finale du tournoi autrichien, égalant le record de l'ancienne numéro une Ana Ivanović et de la Suissesse Patty Schnyder, trois fois finalistes également. Au bout d'une lutte acharnée contre l'Ukrainienne Dayana Yastremska qui joue sa première finale depuis trois ans, elle remporte son cinquième titre (6-2, 3-6, 7-5), son premier WTA 500 et le premier en indoor. 
Elle rejoint quelques jours plus tard la péninsule arabique pour y disputer le tournoi de Doha. Malgré un tirage compliqué, elle confirme sa grande forme en sortant d'abord l'invitée Emma Raducanu (6-3, 7-5), puis en renversant la numéro une mondiale Aryna Sabalenka, vainqueur du dernier US Open (3-6, 6-3, 7-5), sa deuxième victoire contre une numéro une en carrière. Elle atteint pour la première fois de sa carrière les quarts en capitale qatarienne après la sortie d'Elise Mertens, titrée quelque temps avant à Singapour (6-4, 6-2) et renverse une nouvelle fois une joueuse du Top 10, l'Américaine Jessica Pegula, finaliste à Flushing Meadows (4-6, 6-1, 6-1). Accédant ainsi à son troisième dernier carré en WTA 1000, elle rencontre une autre Américaine et surprise du tournoi, Amanda Anisimova qui la prive d'une première finale dans un tournoi de cette catégorie (3-6, 3-6). Elle surprend début avril au tournoi de Charleston en atteignant les demi-finales après plusieurs victoires significatives sur la locale Ann Li (6-3, 6-0), la jeune Diana Shnaider (6-2, 6-1) et la Chinoise Zheng Qinwen, huitième joueuse mondiale (6-1, 6-4), remportant sa première victoire contre une Top 10 sur terre depuis trois ans. Elle oppose une belle résistance contre Jessica Pegula mais cette dernière prend sa revanche (2-6, 6-2, 5-7).
Elle montre de nouveau de belles dispositions sur ocre à Stuttgart où elle sort coup sur coup ses compatriotes Liudmila Samsonova (6-3, , 6-3) et la très jeune Mirra Andreeva, demi-finaliste l'année passée à Roland Garros et vainqueur en ce début de saison de deux WTA 1000 (6-3, 6-2). Elle prend sa revanche avec la manière en quarts de finale sur la troisième joueuse mondiale, Jessica Pegula, vainqueur à Charleston (6-0, 6-4) mais cède aux portes de la finale contre l'ancienne vainqueur de Roland Garros Jeļena Ostapenko (4-6, 4-6). Elle se présente lors du tournoi parisien et bat deux Italiennes, Lucia Bronzetti (6-3, 6-2) et Elisabetta Cocciaretto (6-1, 6-3), ne cédant pas plus de jeux contre sa compatriote ancien Top 10 Veronika Kudermetova (6-2, 6-2) pour jouer son premier huitième de finale en Grand Chelem ici. Autrice d'un début de match catastrophique contre la numéro deux mondiale Coco Gauff, finaliste à Madrid et Rome, elle se relève mais ne parvient pas à éviter la défaite (0-6, 5-7).
Elle joue de nouveau les huitièmes de finale au Temple, vainqueur sur son chemin de la qualifiée Priscilla Hon (6-2, 7-5) et de la Néerlandaise Suzan Lamens (6-4, 6-0) qui disputent toutes deux pour la première fois le tableau final du tournoi londonien et de Zeynep Sönmez (6-3, 7-6), première joueuse Turque à accéder au troisième tour d'un Grand Chelem. Confrontée à la Suissesse Belinda Bencic, ancienne Top 10, elle s'incline en deux sets (6-7, 4-6).  Seule joueuse du Top 30 à disputer un tournoi du 14 au 20 juillet, elle écrase à Hambourg deux qualifiées, Eva Vedder (6-0, 6-3) et la locale Caroline Werner (6-2, 6-2) mais commet un faux pas en quarts de finale, s'inclinant contre la Hongroise Anna Bondár (7-6, 3-6, 6-7). Pour sa première participation à l'Open du Canada depuis six ans, elle est renversée d'entrée par la Chinoise Zhu Lin (6-1, 2-6, 4-6), 493e mondiale. Elle parvient pour la première fois de sa carrière en huitièmes de finale à Cincinnati, s'imposant devant les Océaniennes Lulu Sun (6-4, 6-2) et Maya Joint (6-4, 6-3) avant d'être sortie par sa compatriote Anna Kalinskaya (6-3, 6-7, 1-6).

## Style de jeu
Ekaterina Alexandrova est une joueuse agressive qui s'appuie sur des frappes puissantes en coup droit comme en revers pour terminer le point rapidement. Son service est également très rapide et lui octroie régulièrement des points gratuits. Sa surface favorite est le dur indoor sur laquelle elle a gagné plus de 70% de ses matches en 2019.

## Palmarès

### Titres en simple dames
| No | Date       | Nom et lieu du tournoi          | Catégorie | Dotation    | Surface      | Finaliste            | Score          |          |
| -- | ---------- | ------------------------------- | --------- | ----------- | ------------ | -------------------- | -------------- | -------- |
| 1  | 04-01-2020 | Shenzhen Open, Shenzhen         | Intern'l  | 651 750 $   | Dur (ext.)   | Elena Rybakina       | 6-2, 6-4       | Parcours |
| 2  | 06-06-2022 | Libéma Open, Bois-le-Duc        | WTA 250   | 203 024 €   | Gazon (ext.) | Aryna Sabalenka      | 7-5, 6-0       | Parcours |
| 3  | 19-09-2022 | Hana Bank Korea Open, Séoul     | WTA 250   | 251 750 $   | Dur (ext.)   | Jeļena Ostapenko     | 7-64, 6-0      | Parcours |
| 4  | 12-06-2023 | Libéma Open, Bois-le-Duc        | WTA 250   | 259 303 $   | Gazon (ext.) | Veronika Kudermetova | 4-6, 6-4, 7-63 | Parcours |
| 5  | 27-01-2025 | Upper Austria Ladies Linz, Linz | WTA 500   | 1 064 510 $ | Dur (int.)   | Dayana Yastremska    | 6-2, 3-6, 7-5  | Parcours |

### Finales en simple dames
| No | Date       | Nom et lieu du tournoi          | Catégorie | Dotation  | Surface    | Vainqueure          | Score         |          |
| -- | ---------- | ------------------------------- | --------- | --------- | ---------- | ------------------- | ------------- | -------- |
| 1  | 08-10-2018 | Upper Austria Ladies Linz, Linz | Intern'l  | 250 000 $ | Dur (int.) | Camila Giorgi       | 6-3, 6-1      | Parcours |
| 2  | 18-10-2021 | VTB Kremlin Cup 2021, Moscou    | WTA 500   | 565 530 $ | Dur (int.) | Anett Kontaveit     | 4-6, 6-4, 7-5 | Parcours |
| 3  | 20-08-2023 | Tennis in the Land, Cleveland   | WTA 250   | 259 303 $ | Dur (ext.) | Sara Sorribes Tormo | 3-6, 6-4, 6-4 | Parcours |
| 4  | 29-01-2024 | Upper Austria Ladies Linz, Linz | WTA 500   | 922 573 $ | Dur (int.) | Jeļena Ostapenko    | 6-2, 6-3      | Parcours |

### Titre en double dames
| No | Date       | Nom et lieu du tournoi         | Catégorie | Dotation  | Surface    | Partenaire     | Finalistes                   | Score            |          |
| -- | ---------- | ------------------------------ | --------- | --------- | ---------- | -------------- | ---------------------------- | ---------------- | -------- |
| 1  | 18-02-2019 | Hungarian Ladies Open Budapest | Intern'l  | 226 750 $ | Dur (int.) | Vera Zvonareva | Fanny Stollár Heather Watson | 6-4, 4-6, [10-7] | Parcours |

### Finale en double dames
| No | Date       | Nom et lieu du tournoi              | Catégorie | Dotation    | Surface      | Vainqueures                       | Partenaire  | Score    |          |
| -- | ---------- | ----------------------------------- | --------- | ----------- | ------------ | --------------------------------- | ----------- | -------- | -------- |
| 1  | 14-04-2025 | Porsche Tennis Grand Prix Stuttgart | WTA 500   | 1 064 510 $ | Terre (int.) | Gabriela Dabrowski Erin Routliffe | Zhang Shuai | 6-3, 6-3 | Parcours |

### Titres en simple en WTA 125
| No | Date       | Nom et lieu du tournoi   | Catégorie | Dotation  | Surface    | Finaliste             | Score    |          |
| -- | ---------- | ------------------------ | --------- | --------- | ---------- | --------------------- | -------- | -------- |
| 1  | 14-11-2016 | Open de Limoges, Limoges | WTA 125   | 125 000 $ | Dur (int.) | Caroline Garcia       | 6-4, 6-0 | Parcours |
| 2  | 05-11-2018 | Open de Limoges, Limoges | WTA 125   | 125 000 $ | Dur (int.) | Evgeniya Rodina       | 6-2, 6-2 | Parcours |
| 3  | 16-12-2019 | Open de Limoges, Limoges | WTA 125   | 115 000 $ | Dur (int.) | Aliaksandra Sasnovich | 6-1, 6-3 | Parcours |

### Finale en double en WTA 125
| No | Date       | Nom et lieu du tournoi  | Catégorie | Dotation  | Surface    | Vainqueures                               | Partenaire          | Score     |         |
| -- | ---------- | ----------------------- | --------- | --------- | ---------- | ----------------------------------------- | ------------------- | --------- | ------- |
| 1  | 16-12-2019 | Open de Limoges Limoges | WTA 125   | 115 000 $ | Dur (int.) | Georgina García Pérez Sara Sorribes Tormo | Oksana Kalashnikova | 6-2, 7-63 | Tableau |

## Parcours en Grand Chelem

### En simple dames
| Année | Open d'Australie | Open d'Australie   | Internationaux de France | Internationaux de France | Wimbledon       | Wimbledon          | US Open         | US Open             |
| ----- | ---------------- | ------------------ | ------------------------ | ------------------------ | --------------- | ------------------ | --------------- | ------------------- |
| 2016  | —                | —                  | —                        | —                        | 2e tour (1/32)  | Anna-Lena Friedsam | Q2              | Viktoriya Tomova    |
| 2017  | 1er tour (1/64)  | Ekaterina Makarova | 2e tour (1/32)           | Karolína Plíšková        | 1er tour (1/64) | Garbiñe Muguruza   | 2e tour (1/32)  | Caroline Garcia     |
| 2018  | 2e tour (1/32)   | Madison Keys       | 1er tour (1/64)          | Magdalena Fręch          | 1er tour (1/64) | Victoria Azarenka  | 1er tour (1/64) | Hsieh Su-wei        |
| 2019  | 1er tour (1/64)  | Lesia Tsurenko     | 3e tour (1/16)           | Aliona Bolsova           | 1er tour (1/64) | Kateřina Siniaková | 2e tour (1/32)  | Zhang Shuai         |
| 2020  | 3e tour (1/16)   | Petra Kvitová      | 3e tour (1/16)           | Elina Svitolina          | Annulé          | Annulé             | 2e tour (1/32)  | Catherine McNally   |
| 2021  | 3e tour (1/16)   | Ashleigh Barty     | 2e tour (1/32)           | Barbora Krejčíková       | 2e tour (1/32)  | Camila Osorio      | 2e tour (1/32)  | Kamilla Rakhimova   |
| 2022  | 1er tour (1/64)  | Bernarda Pera      | 2e tour (1/32)           | Irina-Camelia Begu       | —               | —                  | 2e tour (1/32)  | Lauren Davis        |
| 2023  | 3e tour (1/16)   | Magda Linette      | 3e tour (1/16)           | B. Haddad Maia           | 1/8 de finale   | Aryna Sabalenka    | 3e tour (1/16)  | Markéta Vondroušová |
| 2024  | 1er tour (1/64)  | Laura Siegemund    | 1er tour (1/64)          | Viktoriya Tomova         | —               | —                  | 3e tour (1/16)  | Aryna Sabalenka     |
| 2025  | 1er tour (1/64)  | Emma Raducanu      | 1/8 de finale            | Coco Gauff               | 1/8 de finale   | Belinda Bencic     |                 |                     |

N.B. : à droite du résultat se trouve le nom de l'ultime adversaire.

### En double dames
| Année | Open d'Australie                                                                         | Open d'Australie                                                                              | Internationaux de France                                                              | Internationaux de France                                                               | Wimbledon                                                                              | Wimbledon                                                                            | US Open | US Open |
| ----- | ---------------------------------------------------------------------------------------- | --------------------------------------------------------------------------------------------- | ------------------------------------------------------------------------------------- | -------------------------------------------------------------------------------------- | -------------------------------------------------------------------------------------- | ------------------------------------------------------------------------------------ | ------- | ------- |
| 2018  | 2e tour (1/16) A. Sevastova \|\| style="text-align:left;" \| G. Dabrowski Xu Y.          | —                                                                                             | —                                                                                     | —                                                                                      | —                                                                                      | —                                                                                    | —       |         |
| 2019  | —                                                                                        | —                                                                                             | 2e tour (1/16) V. Zvonareva \|\| style="text-align:left;" \| N. Melichar K. Peschke   | 2e tour (1/16) V. Golubic \|\| style="text-align:left;" \| Hsieh S.-w. B. Strýcová     | 2e tour (1/16) O. Kalashnikova \|\| style="text-align:left;" \| T. Babos K. Mladenovic |                                                                                      |         |         |
| 2020  | 1er tour (1/32) I.M. Bara \|\| style="text-align:left;" \| K. Christian A. Guarachi      | —                                                                                             | —                                                                                     | Annulé                                                                                 | Annulé                                                                                 | —                                                                                    | —       |         |
| 2021  | 1er tour (1/32) Y. Sizikova \|\| style="text-align:left;" \| L. Hradecká Kr. Plíšková    | 1er tour (1/32) Y. Sizikova \|\| style="text-align:left;" \| S. Sanders A. Tomljanović        | 1er tour (1/32) Wang Y. \|\| style="text-align:left;" \| M. Doi V. Golubic            | 1er tour (1/32) O. Kalashnikova \|\| style="text-align:left;" \| U. Eikeri E. Lechemia |                                                                                        |                                                                                      |         |         |
| 2022  | —                                                                                        | —                                                                                             | 1er tour (1/32) L. Siegemund \|\| style="text-align:left;" \| C. Garcia K. Mladenovic | —                                                                                      | —                                                                                      | 1er tour (1/32) Y. Sizikova \|\| style="text-align:left;" \| C. Garcia K. Mladenovic |         |         |
| 2023  | 1er tour (1/32) V. Heisen \|\| style="text-align:left;" \| N. Melichar-Martinez E. Perez | 1er tour (1/32) A. Potapova \|\| style="text-align:left;" \| S. Aoyama E. Shibahara           | 2e tour (1/16) Yang Z. \|\| style="text-align:left;" \| Hsieh S.-w. B. Strýcová       | 1er tour (1/32) A. Sasnovich \|\| style="text-align:left;" \| M. Kato A. Sutjiadi      |                                                                                        |                                                                                      |         |         |
| 2024  | 1/8 de finale A. Kalinskaya \|\| style="text-align:left;" \| S. Hunter K. Siniaková      | 1er tour (1/32) A. Pavlyuchenkova \|\| style="text-align:left;" \| M. Kolodziejová A. Sisková | —                                                                                     | —                                                                                      | 1er tour (1/32) A. Blinkova \|\| style="text-align:left;" \| C. Corley I. Corley       |                                                                                      |         |         |
| 2025  | 2e tour (1/16) Yuan Y. \|\| style="text-align:left;" \| T. Babos N. Melichar             | 2e tour (1/16) P. Stearns \|\| style="text-align:left;" \| V. Kudermetova E. Mertens          | 1/8 de finale Zhang S. \|\| style="text-align:left;" \| Hsieh S.-w. J. Ostapenko      |                                                                                        |                                                                                        |                                                                                      |         |         |

N.B. : le nom de la partenaire se trouve sous le résultat ; les noms des ultimes adversaires se trouvent à droite.

## Parcours en «Premier» et WTA 1000
Les tournois WTA « Premier Mandatory » et « Premier 5 » (entre 2009 et 2020) et WTA 1000 (à partir de 2021) constituent les catégories d'épreuves les plus prestigieuses, après les quatre levées du Grand Chelem. 

De 2009 à 2023, les tournois Premier Mandatory (dits tournois WTA 1000 obligatoires entre 2021 et 2023) regroupent Indian Wells, Miami, Madrid et Pékin, les autres constituant les tournois Premier 5 (tournois WTA 1000 non-obligatoires). À partir de 2024, le nombre de tournois WTA 1000 passe à 10 par saison (fin de l’alternance Doha / Dubaï), ces derniers devenant tous obligatoires et offrant tous 1000 points à la vainqueure (contre 900 points précédemment pour les tournois Premier 5).

### En simple dames
| Année |       |                              |                                |                               |                               |                             |                             |                             |                              |                            |  |                                |
| Doha  | Dubaï | Indian Wells                 | Miami                          | Madrid                        | Rome                          | Canada                      | Cincinnati                  | Pékin                       |                              | Wuhan                      |  |                                |
| Doha  | Dubaï | Indian Wells                 | Miami                          | Madrid                        | Rome                          | Canada                      | Cincinnati                  | Pékin                       | Guadalajara                  |                            |  |                                |
| Doha  | Dubaï | Indian Wells                 | Miami                          | Madrid                        | Rome                          | Canada                      | Cincinnati                  | Pékin                       |                              |                            |  |                                |
| 2017  |       | WTA 500                      |                                |                               |                               |                             |                             | 2e tour (1/16) C. Wozniacki |                              |                            |  |                                |
|       |       |                              |                                |                               |                               |                             |                             |                             |                              |                            |  |                                |
| 2019  |       | WTA 500                      |                                | 3e tour (1/16) B. Bencic      | 1er tour (1/64) D. Yastremska |                             |                             | 3e tour (1/8) S. Williams   | 2e tour (1/16) S. Halep      | 3e tour (1/8) D. Kasatkina |  | 1er tour (1/32) V. Kudermetova |
| 2020  |       | 1er tour (1/32) A. Anisimova | WTA 500                        | Annulé                        | Annulé                        | Annulé                      | 1er tour (1/32) E. Rybakina | Annulé                      | 2e tour (1/16) C. McHale     | Annulé                     |  | Annulé                         |
| 2021  |       | WTA 500                      | 1er tour (1/32) C. Gauff       |                               | 3e tour (1/16) E. Svitolina   | 1er tour (1/32) V. Azarenka | 3e tour (1/8) J. Pegula     |                             | 1er tour (1/32) J. Brady     | Annulé                     |  | Annulé                         |
| 2022  |       |                              | WTA 500                        | 2e tour (1/32) S. Halep       | 2e tour (1/32) V. Azarenka    | 1/2 finale O. Jabeur        | 2e tour (1/16) M. Sákkari   |                             | 2e tour (1/16) Zhang S.      | Hors calendrier            |  | 1er tour (1/32) C. Osorio      |
| 2023  |       | WTA 500                      |                                | 2e tour (1/32) Wang Xn.       | 1/4 de finale P. Kvitová      | 4e tour (1/8) I. Świątek    | 2e tour (1/32) C. Giorgi    |                             | 1er tour (1/32) S. Cîrstea   | 1er tour (1/32) C. Gauff   |  | 3e tour (1/8) C. Dolehide      |
| 2024  |       | 3e tour (1/8) I. Świątek     | 1er tour (1/32) M. Fręch       | 2e tour (1/32) Y. Putintseva  | 1/2 finale D. Collins         | 2e tour (1/32) A. Krueger   | 2e tour (1/32) A. Sasnovich |                             | 1er tour (1/32) D. Kasatkina | 2e tour (1/32) R. Šramková |  | 1/4 de finale Wang Xn.         |
| 2025  |       | 1/2 finale A. Anisimova      | 1er tour (1/32) V. Kudermetova | 2e tour (1/32) P. Kudermetova | 2e tour (1/32) M. Linette     | 4e tour (1/8) M. Uchijima   |                             | 2e tour (1/32) Zhu L.       | 4e tour (1/8) A. Kalinskaya  |                            |  |                                |

Sous le résultat, l’ultime adversaire.
1. 1 2   Les tournois de Doha et Dubaï alternent le statut de tournoi WTA 1000 (ex Premier 5) entre 2009 et 2023 : les trois premières éditions ont lieu à Dubaï, les trois suivantes à Doha, puis Dubaï accueille le tournoi de cette catégorie les années impaires et Dubaï les années paires. De 2011 à 2023, la ville qui n’accueille pas de WTA 1000 organise à la place un tournoi WTA 500 (ex Premier).
2. 1 2 3 4 5 6 7   L’ordre de déroulement des tournois a évolué depuis 2009 : Rome se dispute avant Madrid et Cincinnati avant Montréal/Toronto jusqu’en 2010, tandis que Tokyo (2009-2013)-Wuhan (2014-2019, 2024-)-Guadalajara (2022-2023) ont lieu avant Pékin jusqu’en 2023.
3. 1 2 3 4 5 6 7 8  Du fait de la pandémie de Covid-19, les tournois d’Indian Wells, de Miami, de Madrid, du Canada, de Wuhan et de Pékin sont annulés en 2020. Ces deux derniers le sont également en 2021. Pour des raisons d’organisation, le tournoi de Cincinnati 2020 a exceptionnellement lieu à Flushing Meadows à New York.
4. ↑  Le 1er décembre 2021, le président de la WTA, Steve Simon, annonce que tous les tournois prévus en Chine et à Hong Kong sont suspendus à partir de 2022, en raison de préoccupations concernant la sécurité et le bien-être de la joueuse de tennis chinoise Peng Shuai après ses allégations de relations sexuelles non-consenties avec Zhang Gaoli, membre de haut rang du Parti communiste chinois. Le tournoi de Pékin revient en 2023. Le tournoi de Guadalajara remplace celui de Wuhan pendant deux ans, ce dernier réapparaissant en 2024.

## Parcours aux Jeux olympiques

### En simple dames
| # | Date       | Nom de l'olympiade         | Surface             | Résultat        | Ultime adversaire | Score          |          |
| - | ---------- | -------------------------- | ------------------- | --------------- | ----------------- | -------------- | -------- |
| 1 | 31/07/2021 | Olympic Tennis Event Tokyo | Dur (ext.)          | 2e tour (1/16)  | Nadia Podoroska   | 6-1, 6-3       | Parcours |
| 2 | 27/07/2024 | Olympic Tennis Event Paris | Terre battue (ext.) | 1er tour (1/32) | Yuan Yue          | 7-5, 60-7, 6-2 | Parcours |

### En double dames
| # | Date       | Nom de l'olympiade         | Surface             | Résultat        | Partenaire    | Ultimes adversaires            | Score             |          |
| - | ---------- | -------------------------- | ------------------- | --------------- | ------------- | ------------------------------ | ----------------- | -------- |
| 1 | 27/07/2024 | Olympic Tennis Event Paris | Terre battue (ext.) | 1er tour (1/16) | Elena Vesnina | Karolína Muchová Linda Nosková | 2-6, 7-65, [10-6] | Parcours |

## Classement WTA en fin de saison
| Année          | 2012 | 2013 | 2014 | 2015 | 2016 | 2017 | 2018 | 2019 | 2020 | 2021 | 2022 | 2023 | 2024 |
| Rang en simple | 772  | 410  | 256  | 269  | 133  | 73   | 93   | 35   | 33   | 33   | 19   | 21   | 28   |
| Rang en double | –    | –    | 986  | –    | –    | –    | 427  | 99   | 101  | 147  | 69   | 104  | 59   |

Source : (en) Classements de Ekaterina Alexandrova sur le site officiel de la Fédération internationale de tennis

## Records et statistiques

### Confrontations avec ses principales adversaires
Confrontations lors des différents tournois WTA avec ses principales adversaires (5 confrontations minimum et avoir été membre du top 10). Classement par pourcentage de victoires. Situation au 5 avril 2025 :
Les joueuses retraitées sont en gris.
| Joueuse              | Meilleur classement | Confrontations | Victoires | Défaites | Pourcentage de victoires | Dernière confrontation                  |
| -------------------- | ------------------- | -------------- | --------- | -------- | ------------------------ | --------------------------------------- |
| María Sákkari        | 3                   | 7              | 1         | 6        | 14,3                     | défaite (3-6, 2-6) à Doha 2023          |
| Markéta Vondroušová  | 6                   | 5              | 1         | 4        | 20                       | défaite (2-6, 1-6) à l'US Open 2023     |
| Daria Kasatkina      | 8                   | 5              | 2         | 3        | 40                       | défaite (4-6, 2-6) à Cincinnati 2024    |
| Iga Świątek          | 1                   | 5              | 2         | 3        | 40                       | victoire (6-4, 6-2) à Miami 2024        |
| Belinda Bencic       | 4                   | 7              | 3         | 4        | 42,9                     | défaite (3-6, 3-6) à Charleston 2023    |
| Jeļena Ostapenko     | 5                   | 10             | 5         | 5        | 50                       | défaite (2-6, 3-6) à Linz 2024          |
| Aryna Sabalenka      | 1                   | 8              | 4         | 4        | 50                       | victoire (3-6, 6-3, 7-65) à Doha 2025   |
| Veronika Kudermetova | 9                   | 6              | 3         | 3        | 50                       | défaite (6-3, 4-6, 3-6) à Dubaï 2025    |
| Ons Jabeur           | 2                   | 10             | 6         | 4        | 60                       | défaite (3-6, 2-6) à Brisbane 2025      |
| Barbora Krejčíková   | 2                   | 5              | 3         | 2        | 60                       | défaite (2-6, 3-6) à Roland-Garros 2021 |
| Karolína Muchová     | 8                   | 5              | 4         | 1        | 80                       | victoire (6-0, 6-4) à Linz 2025         |

### Victoires sur le top 10
Toutes ses victoires sur des joueuses classées dans le top 10 de la WTA lors de la rencontre.
| Légende            |
| Grand Chelem       |
| Jeux olympiques    |
| Masters            |
| Premier / WTA 1000 |
| Elite Trophy       |
| WTA 500            |
| Intern'l / WTA 250 |
| Fed Cup            |

| #  |        |  | Tournoi          | Année | Surface      |                 | Adversaire        | Rang  | Tour          | Score          | Tableau |
| -- | ------ |  | ---------------- | ----- | ------------ | --------------- | ----------------- | ----- | ------------- | -------------- | ------- |
| 1  | no 122 |  | Séoul            | 2018  | Dur          |                 | Jeļena Ostapenko  | no 10 | 1/8           | 6-3, 6-2       | Tableau |
| 2  | no 38  |  | Pékin            | 2019  | Dur          |                 | Simona Halep      | no 5  | 1/16          | 6-2, 6-3       | Tableau |
| 3  | no 33  |  | Gippsland Trophy | 2021  | Dur          |                 | Simona Halep      | no 2  | 1/4           | 6-2, 6-1       | Tableau |
| 4  | no 34  |  | Berlin           | 2021  | Gazon        |                 | Elina Svitolina   | no 6  | 1/8           | 6-4, 7-5       | Tableau |
| 5  | no 37  |  | Moscou           | 2021  | Dur (int.)   |                 | Ons Jabeur        | no 8  | 1/16          | 6-1, 1-0 ab.   | Tableau |
| 6  | no 37  |  | Moscou           | 2021  | Dur (int.)   | Aryna Sabalenka | no 2              | 1/4   | 6-3, 6-4      |                | Tableau |
| 7  | no 37  |  | Moscou           | 2021  | Dur (int.)   | María Sákkari   | no 7              | 1/2   | 4-1 ab.       |                | Tableau |
| 8  | no 54  |  | Charleston       | 2022  | Terre battue |                 | Karolína Plíšková | no 7  | 1/8           | 6-3, 6-1       | Tableau |
| 9  | no 30  |  | Bois-le-Duc      | 2022  | Gazon        |                 | Aryna Sabalenka   | no 6  | Finale        | 7-5, 6-0       | Tableau |
| 10 | no 18  |  | Miami            | 2023  | Dur          |                 | Belinda Bencic    | no 9  | 1/16          | 7-68, 6-3      | Tableau |
| 11 | no 22  |  | Berlin           | 2023  | Gazon        |                 | Coco Gauff        | no 4  | 1/8           | 6-4, 6-0       | Tableau |
| 12 | no 21  |  | Adélaïde         | 2024  | Dur          |                 | Elena Rybakina    | no 3  | 1/4           | 6-3, 6-3       | Tableau |
| 13 | no 16  |  | Miami            | 2024  | Dur          |                 | Iga Świątek       | no 1  | 1/8           | 6-4, 6-2       | Tableau |
| 14 | no 16  |  | Miami            | 2024  | Dur          | Jessica Pegula  | no 5              | 1/4   | 3-6, 6-4, 6-4 |                | Tableau |
| 15 | no 26  |  | Doha             | 2025  | Dur          |                 | Aryna Sabalenka   | no 1  | 1/16          | 3-6, 6-3, 7-65 | Tableau |
| 16 | no 26  |  | Doha             | 2025  | Dur          | Jessica Pegula  | no 5              | 1/4   | 4-6, 6-1, 6-1 |                | Tableau |
| 17 | no 26  |  | Charleston       | 2025  | Terre battue |                 | Zheng Qinwen      | no 8  | 1/4           | 6-1, 6-4       | Tableau |
| 18 | no 22  |  | Stuttgart        | 2025  | Terre battue |                 | Mirra Andreeva    | no 7  | 1/8           | 6-3, 6-2       | Tableau |
| 19 | no 22  |  | Stuttgart        | 2025  | Terre battue | Jessica Pegula  | no 3              | 1/4   | 6-0, 6-4      |                | Tableau |